# Appelterre-Eichem
Appelterre-Eichem – dzielnica (deelgemeente) miasta Ninove w Belgii, w Regionie Flamandzkim, w prowincji Flandria Wschodnia, w okręgu Aalst. 1 stycznia 2020 roku liczyła 2972 mieszkańców. Do 31 grudnia 1976 samodzielna gmina.  

## Demografia
Liczba mieszkańców, stan na 1 stycznia:
| Rok                | 1930 | 1961 | 2020 |
| ------------------ | ---- | ---- | ---- |
| Liczba mieszkańców | 1907 | 2509 | 2972 |